# Harlan (Indiana)
Harlan – jednostka osadnicza w Stanach Zjednoczonych, w stanie Indiana, w hrabstwie Allen.